# Виктор Буњаковски
Виктор Јаковљевич Буњаковски (рус. Виктор Яковлевич Буняковский; Бар, 16. децембар 1804 — Санкт Петербург, 12. децембар (30. новембар по старом календару) 1889) био је руски математичар, члан, а касније и потпредседник, Петербуршке академије наука.
Радио је на теоретској механици и теорији бројева и приписује му се рано откриће Коши-Шварцове неједнакости (лема Коши-Шварц-Буњаковског), јер ју је доказао за случај бесконачне димензије 1859. године, много година пре Шварцовог рада на тој области.